# Paisatge arqueològic de les primeres plantacions de cafè del sud-est de Cuba
El Paisatge arqueològic dels primers cafetars al sud-est de Cuba és un lloc Patrimoni de la Humanitat a l'illa de Cuba des del 2000. Les restes que queden d'aquests cafetars del segle xix són una mostra única d'una manera pionera d'agricultura en un terreny difícil proper a la Sierra Maestra.Considera la UNESCO que il·luminen considerablement la història tecnològica, econòmica i social de la regió del Carib i Iberoamèrica.